# Bollons Island
Bollons Island is een eiland in de Stille Oceaan, dat deel uitmaakt van de Antipodeneilanden, die tot Nieuw-Zeeland behoren. Het is genoemd naar John Bollons, die in 1898 kapitein was van het Nieuw-Zeelandse marineschip SS Tutanekai.
Bollons Island is een vulkanisch eiland van ongeveer 2 km² groot, waarvan het hoogste punt boven de 200 meter ligt. Bijna met de noordzijde van het eiland verbonden is het eilandje Archway Island. Samen vormen ze een baai, waarvan de zeebodem in 2008 nog niet geheel in kaart was gebracht.
Evenals de andere eilanden van de archipel is Bollons Island vanaf de gemiddelde laagwaterlijn aangewezen tot natuurreservaat, dat wordt beheerd door het Nieuw-Zeelandse Department of Conservation. Het betreden van Bollons Island zonder vergunning is streng verboden.